# Liste der Mitglieder des 3. Landesrates des Saargebietes
Der dritte Landesrat des Saargebietes wurde am 25. März 1928 auf vier Jahre gewählt. Er hatte 30 Sitze, von denen 14 auf die Zentrumspartei entfielen, je fünf auf die Sozialdemokratische Partei und die Kommunistische Partei Deutschlands (von denen zwei 1929 die Partei verließen und sich der Kommunistischen Partei-Opposition anschlossen), drei auf die Deutsch-Saarländische Partei sowie je einer auf die Wirtschaftspartei des Mittelstandes, die Deutschnationale Volkspartei und die Christlich Soziale Partei.

## Mitglieder nach Parteien

### Zentrum
- Karl Albrecht
- Eduard Angel
- Richard Becker
- Albert Blügel
- Josef Gärtner
- Johann Gladel
- Georg Hirschmann-Sutor
- Peter Kiefer
- Franz Levacher
- Wilhelm Martin
- Wilhelm Palm
- Peter Scheuer
- August Weber
- Peter Wilhelm

### SPD
- Johann Peter Hoffmann
- Heinrich Lieser
- Hermann Petri
- Bernhard Schneider
- Walther Sender

### KPD
- Philipp Daub (ausgeschieden 1929)
- Karl Heckler
- August Hey
- Friedrich Pfordt (nachgerückt für Philipp Daub)
- Philipp Reinhard (ab 1929 KPO)
- Albin Weis (ab 1929 KPO)

### DSP
- Philipp Diehl
- Hermann Röchling
- Wilhelm Schmelzer

### Wirtschaftspartei
- Gustav Schmoll

### DVP
- Wilhelm Reichard

### CSP
- Josef Backes